# العلاقات السورية الصحراوية
تعتبر العلاقة بين الجمهورية العربية الصحراوية الديمقراطية والجمهورية العربية السورية علاقات وثيقة المدى بين البلدين.

## التاريخ
قدمت سوريا تاريخيًا دعمًا سياسيًا لجبهة البوليساريو، وهي جماعة من الصحراء الغربية تقاتل ضد المغرب. أدى ذلك إلى إثارة التوترات بين المغرب وسوريا، والتي كانت قد تراجعت بالفعل منذ الستينيات. كما أعطت العلاقات الوثيقة بين سوريا وإيران قوة دفع للتوترات، وهي حقيقة ساهمت في دعم سوريا لجبهة البوليساريو والصحراء الغربية ضد المغرب. لا تزال سوريا تقف بقوة إلى جانب الصحراء الغربية وقد اعترفت رسميًا بالجمهورية العربية الصحراوية الديمقراطية.

## الحرب الأهلية السورية
خلقت الحرب الأهلية السورية انقسامات بين مجموعتين. كان للمعارضة السورية المنفية، المدعومة من حلفاء مناهضين للأسد، بما في ذلك المغرب، دور فعال في التعبير عن تأييد سيادة المغرب. في غضون ذلك، واصلت الحكومة السورية بقيادة بشار الأسد دعمها للبوليساريو وقضية الصحراء الغربية.
يُزعم أن الجزائر سمحت لمقاتلي البوليساريو بالقتال في سوريا بناءً على طلب الأسد.

## تغير الموقف السوري بعد سقوط نظام الأسد
في 27 أيار/مايو 2025 أعلنت السلطاتُ السورية إغلاقَ المقرّات التي كانت تستضيفُ ممثليةَ جبهةِ البوليساريو في دمشق، وذلك بحضور بعثةٍ تقنيةٍ مغربية-سورية مشتركة كلّفَت بالتحضير لإعادة فتح سفارة المملكة المغربية المغلَقة منذ 2012.  شدّد الجانب السوري على أنّ هذه الخطوة «تجسّد احترامَ دمشق لسيادةِ المغرب ووحدته الترابيّة» وترفض «أيَّ دعمٍ للكيانات الانفصالية»، في إشارةٍ إلى نزاع الصحراء الغربية.
يُعدّ الإجراء تحوّلاً في موقف سورية من القضية وإحدى محطات مسار تطبيع العلاقات بين الرباط ودمشق الذي تسارع بعد إعلان الملك محمد السادس، في خطاب القمّة العربية الرابعة والثلاثين المنعقدة ببغداد في 17 أيار/مايو 2025، عزمَه إعادة فتح السفارة المغربية. 